# Белене (община)
Вижте пояснителната страница за други значения на Белене.
Община Белене се намира в Северна България и е една от съставните общини на Област Плевен.

## География

### Географско положение, граници, големина
Общината е разположена в североизточната част на област Плевен, на северната държавна граница на република България с република Румъния, от километър 582 до километър 567 на десния бряг на река Дунав в плодородната Свищовско-Беленска низина (с площ 160 000 дка). Територията на общината е 285,046 km2 (285 046 дка), от които 12 110 дка са фонд „населени места“. Тя е една от малките общини в България и по площ от заема 9-о място сред 11-те общините на област Плевен, което съставлява 6,13 % от територията на областта. Границите ѝ са следните:
- на изток – община Свищов, област Велико Търново;
- на юг – община Левски;
- на запад – община Никопол;
- на север – Румъния.

### Релеф, води
Преобладаващият релеф на общината е равнинен и слабо хълмист. Територията ѝ изцяло попада в Средната Дунавска равнина. На север, покрай река Дунав се простира западната част на обширната Свищовско-Беленска низина, която обхваща около 120 km2 от територията на общината. Тук, на брега на река Дунав при 530-ия километър е и най-ниската точка на общината – 19 m н.в. Останалата част от общината е заета от хълмистите югоизточни части на Никополското плато. Югозападно от село Кулина вода, на границата с община Никопол се намира най-високата точка на община Белене – Санадиновски връх 255 m н.в. В пределите на общината попада изцяло най-големия български остров в река Дунав – Белене (41,1 km2).
В пределите на общината попада част от десния бряг на река Дунав от 560 до 582 km (километрите се броят от устието на реката). От Никополското плато водят началото си малки и къси реки и дерета, течащи на североизток и изток, водите на които в Свищовско-Беленската низина се разделят на множество напоителни канали за напояване на земеделските земи.

## Население

### Населени места
Общината има 6 населени места с регистрирано общо население 7803 души (по преброяването от 7 септември 2021 г.).
| Населено място | Население (2021 г.) | Площ на землището km2 | Забележка (старо име) | Населено място | Население (2021 г.) | Площ на землището km2 | Забележка (старо име)           |
| -------------- | ------------------- | --------------------- | --------------------- | -------------- | ------------------- | --------------------- | ------------------------------- |
| Белене         | 6533                | 146,310               |                       | Кулина вода    | 142                 | 24,303                |                                 |
| Бяла вода      | 241                 | 24,232                |                       | Петокладенци   | 279                 | 29,246                | Пети кладенци                   |
| Деков          | 383                 | 29,718                |                       | Татари         | 225                 | 31,237                | Татаре                          |
|                |                     |                       |                       | ОБЩО           | 7803                | 285,046               | няма населени места без землища |

В общината живеят 8244 души души по настоящ адрес (към 15 март 2024 г.). Естественият прираст в общината е отрицателен – под средния за областта (минус 98 за 2014 г.) и страната, което се дължи на ниския коефициент на раждаемост (около и под средния за областта и страната) и високия коефициент на смъртност (около и над средния за областта и страната). Поддържането на тези стойности е резултат от застаряването на населението и промените в репродуктивните му нагласи, които до голяма степен се дължат на ниския жизнен стандарт.

### Етнически състав (2011)
Численост и дял на етническите групи според преброяването на населението през 2011 г.:
|                     | Численост | Дял (в %) |
| Общо                | 10 318    | 100,00    |
| Българи             | 7397      | 71,69     |
| Турци               | 292       | 2,83      |
| Цигани              | 92        | 0,89      |
| Други               | 23        | 0,22      |
| Не се самоопределят | 31        | 0,30      |
| Неотговорили        | 2483      | 24,06     |

## Административно-териториални промени
- през 1946 г. – осъвременено е името на с. Пети кладенци на Петокладенци без административен акт;
- през 1956 г. – осъвременено е името на с. Татаре на Татари без административен акт;
- Указ № 546/обн. 15 септември 1964 г. – признава с. Белене за гр. Белене.

## Транспорт
През източната част на общината, от югоизток на северозапад преминава последният участък от 12 km от трасето на жп линията гара Ореш – Белене.
През общината преминават изцяло или частично 2 пътя от Републиканската пътна мрежа на България с обща дължина 22,8 km:
- участък от 17,8 km от Републикански път II-52 (от km 75,3 до km 93,1);
- целият участък от 5 km от Републикански път III-5202.

## Топографска карта
- Лист от карта K-35-2. Мащаб: 1 : 100 000.
- Лист от карта K-35-3. Мащаб: 1 : 100 000.
- Лист от карта K-35-14. Мащаб: 1 : 100 000.
- Лист от карта K-35-15. Мащаб: 1 : 100 000.